# Valentino von Braitenberg
Valentino (Valentin) von Braitenberg (Bolzano, 18 giugno 1926 – Tubinga, 9 settembre 2011) è stato un medico neuropsicologo italiano, ricercatore nel campi della neuroanatomia e della teoria dell'informazione.
Figlio di Carl von Braitenberg, senatore della Südtiroler Volkspartei, si è laureato in Medicina e specializzato in neuropsichiatria e ha intrapreso studi sulle strutture cerebrali e sulla teoria dell'informazione, divenendo uno dei fondatori dell'Istituto di Biologia Cibernetica del Max-Planck-Institut di Tubinga, di cui è stato direttore dal 1968 al 1994.
In ambito scientifico è noto soprattutto per il suo libro I veicoli pensanti (1984), in cui ha descritto 14 ipotetici veicoli dotati di sensori (comunemente noti come veicoli Braitenberg) i cui movimenti, se studiati da un osservatore esterno che non fosse a conoscenza della loro natura artificiale, potrebbero essere interpretati come comportamenti causati da stati psicologici sottostanti quali la paura, l'amore e persino l'ottimismo.
Suo figlio, Zeno von Braitenberg, è giornalista della sede Rai di Bolzano e musicista (membro dell'ensemble Aluna Quartet).

## Vita
Valentino Braitenberg crebbe in Alto Adige. Il padre di Braitenberg fu il senatore Carl von Braitenberg, proveniente da una nobile famiglia sudtirolese.
Sin dall'età di 6 anni Braitenberg crebbe studiando due lingue, il tedesco che parlava in casa e l'italiano che veniva parlato a scuola. Si diplomò al liceo classico di Bolzano. La letteratura tedesca ebbe possibilità di studiarla grazie alla vasta collezione di libri che aveva in casa. Inoltre, complementò la sua formazione classica studiando violino al Conservatorio Claudio Monteverdi.
Braitenberg ha poi studiato medicina e psichiatria all'Università di Innsbruck e a Roma tra il 1945 ed il 1954. Ha accompagnato gli studi dedicandosi all'esecuzione di musica da camera grazie alla sua viola e violino, sviluppando un repertorio di duo violino-piano con un suo collega.
Ha completato la sua formazione medica con un tirocinio in una clinica psichiatrica di Roma, dove capì di preferire una carriera scientifica nello studio delle funzioni cerebrali. Spese qualche anno all'Università di Yale, dopo di che fu invitato dal professore Edoardo Caianiello, nel 1958, ad istituire un gruppo di ricerca sulla biocibernetica nel dipartimento di fisica dell'università di Napoli Federico II. Tra il 1958 e il 1968 insegnò, nella stessa università, cibernetica al dipartimento di fisica. Nel 1963 Braitenberg si guadagnò la libera docenza in cibernetica e Teoria dell'informazione. Nel 1968 fu cofondatore del Max Planck Institute per la biocibernetica di Tubinga, di cui fu condirettore fino al pensionamento nel 1994. Fu, inoltre, professore onorario all'Università di Tubinga e di Friburgo in Brisgovia. Dopo il 1994 diventò professore alla scuola di specializzazione in Scienze Motorie e ricevette un dottorato onorario dall'Università di Salisburgo nel 1995.
Braitenberg fu sposato con la pittrice Elisabeth Hanna, da cui ebbe tre figli Margherita, Carla e Zeno.

## Opere
Stando a Maier (2012), l'interesse di Braitenberg nel capire il cervello ebbe inizio nel 1948, quando per la prima volta vide del tessuto cerebrale umano al microscopio. Maier aggiunge inoltre che nonostante le connessioni sembrassero incredibilmente complesse, Braitenberg alla fine realizzò che i computer sarebbero potuti servire come modelli utili per capire il cervello, dando contributi essenziali per la comprensione della neuroanatomia del cervelletto.
Braitenberg scrisse più di 180 pubblicazioni scientifiche durante la sua vita, senza includere abstract, ristampe, traduzioni in lingue differenti e diverse edizioni dei suoi lavori. Stando ad una ricerca di Google Scholar nel settembre del 2014, il libro di Braitenberg, Vehicles: Experiments in synthetic psychology ricevette almeno 2622 citazioni.
Alcuni dei libri pubblicati da Braitenberg:
- I tessuti intelligenti (1980). Boringhieri, Torino.
- Il cervello e le idee: saggi sull'intelligenza, il linguaggio, la scienza (1989). Garzanti, Milano.
- La vergine e i filosofi: romanzo (2006). Traven Books, Laives.
- L'immagine del mondo nella testa (2008). Adelphi, Milano.
- Information – der Geist in der Natur. Mit einem Geleitwort von Niels Birbaumer. Schattauer Verlag 2011 ISBN 978-3-7945-2768-7
- Das Bild der Welt im Kopf. Eine Naturgeschichte des Geistes. LIT Verlag 2004 ISBN 3-8258-7181-9
- Vehikel. Experimente mit künstlichen Wesen, LIT Verlag Münster 2004 ISBN 3-8258-7160-6
- Vehicles: Experiments in synthetic psychology. MIT Press Cambridge 1984 ISBN 978-0-262-52112-3
- Ill oder Der Engel und die Philosophen. Roman. Haffmans Zürich 1999 ISBN 3-251-00424-7
- Information Processing in the Cortex. Experiments and Theory (mit Ad Aertsen), Springer-Verlag 1992 ISBN 3-540-55391-6
- Gescheit sein (und andere unwissenschaftliche Essays). Haffmans Zürich 1987 ISBN 3-251-00112-4
- Evolution: Entwicklung und Organisation in der Natur, das Bozner Treffen 1993 (with I. Hosp), Rowohlt, 1994, ISBN 3-499-19706-5
- Simulation, Computer zwischen Esperiment und Theorie (editor with Inga Hosp), Rowohlt 1995 1490-ISBN 3-499-19927-0
- Gehirngespinste: Neuroanatomie für kybernetisch Interessierte Springer, Berlin, Germany, 1973, ISBN 3-540-06055-3
- On the Texture of Brains, An introduction to Neuroanatomy for the Cybernetically Minded Springer Verlag 1977, ISBN 978-0-387-08391-9
- Anatomy of the Cortex, Statistics and Geometry (with Almut Schüz), Springer Verlag 1991 ISBN 3-540-53233-1
- Atlas of the frog‘s brain (with M. Kemali), Springer, Berlin, Germany, (1969).
- Il Gusto Della Lingua Alfa & Beta, 1996, ISBN 88-7223-026-8